# 20-та мотострілецька дивізія (РФ)
20-та окрема гвардійська мотострілецька Прикарпатсько-Берлінська Червонопрапорна ордена Суворова дивізія (20 МСД, в/ч 58550) — з'єднання мотострілецьких військ Сухопутних військ Росії чисельністю в дивізію. Пункт постійної дислокації — м. Волгоград. Перебуває у складі 8-ї загальновійськової армії.
У 2022 році частини дивізії брали участь у повномасштабному вторгненні Росії до України, де вели бої на півдні України.

## Історія
Після виведення військ зі Східної Німеччини у квітні 1993 року відповідно до директиви ГШ ЗС РФ, 20-та гвардійська мотострілецька дивізія передислокована до Волгограду.
У 1993 році до складу дивізії ввійшов 255-й гвардійський мотострілецький Волгоградсько-Корсунський Червонопрапорний полк ім. генерал-полковника М.С. Шумилова (в/ч 34605) з розформованої 82-ї мотострілецької дивізії.
З 1994 року дивізія брала участь у Першій російсько-чеченській війні, де брала участь у штурмі Грозного. З 1999 року з'єднання брало участь у Дагестанській війні й у Другій російсько-чеченській війні.
2009 року, в рамках реформи ЗС РФ, одним з пунктів якої було створення 85 бригад постійної готовності, відповідно до директиви Міністра після переформування й переходу на нову організацію й штати 20-та гвардійська мотострілецька дивізія була переформована на 20-ту гвардійську Прикарпатсько-Берлінську Червонопрапорну ордена Суворова 2-го ступеня окрему мотострілецьку бригаду.
У 2016 році, 20-та окрема гвардійська мотострілецька бригада увійшла до складу 8-ї гвардійської загальновійськової армії Південного військового округу. Базувалася у селищі Максима Горького, на території колишнього Качинського училища та у селищі Червоні Казарми.
У вересні 2021 року повідомлялося, що бригада знову розгорнута у дивізію.

### Російсько-українська війна
27 лютого четверо військових РФ, за попередніми даними — 33-го полку з Волгоградської області, здалися місцевим мешканцям після бою та розбиття їхньої колони на кордоні з Херсонщиною.
3 березня 2022 повідомлялося про ліквідацію підполковника Юрія Агаркова — командира 33-го мотострілецького полку 20-ї мотострілецької дивізії.
За інформацією Міністерства оборони України станом на 18 березня близько 130 військовослужбовців відмовились від участі у бойових діях.
9 липня 2022 командування дивізії було ліквідоване артилерійським ударом ЗСУ у Херсонській області. Із відкритих джерел відомо про загибель командира дивізії полковника Олексія Горобця, заступника командира дивізії полковника Каната Мукатова, начальника штабу дивізії полковника Сергія Кенса, заступника командувача з політично-виховної роботи полковника Олексія Аврамченка, помічника начальника штабу відділення артилерії ст. лейтенанта Сипіна Євгенія Михайловича.
У січня 2024 року складі дивізії відроджений 242-й мотострілецький полк.

## Традиції

### Оркестр
Військовий оркестр бригади — постійний учасник міжнародних фестивалів військової музики в Росії, лауреат російських і міжнародних фестивалів духової музики. У репертуарі оркестру — твори класичної музики, твори російських й іноземних композиторів сучасності, естрадна та народна музика, акомпанемент для солістів-вокалістів. У колективі оркестру створений біг-бенд, що виконує джазові композиції.
В одному тільки 2017 році оркестр взяв участь у проведенні понад 600 різних заходів, серед яких почесні ескорти, покладання вінків і зустрічі почесних гостей Волгограда.

### Рота почесної варти

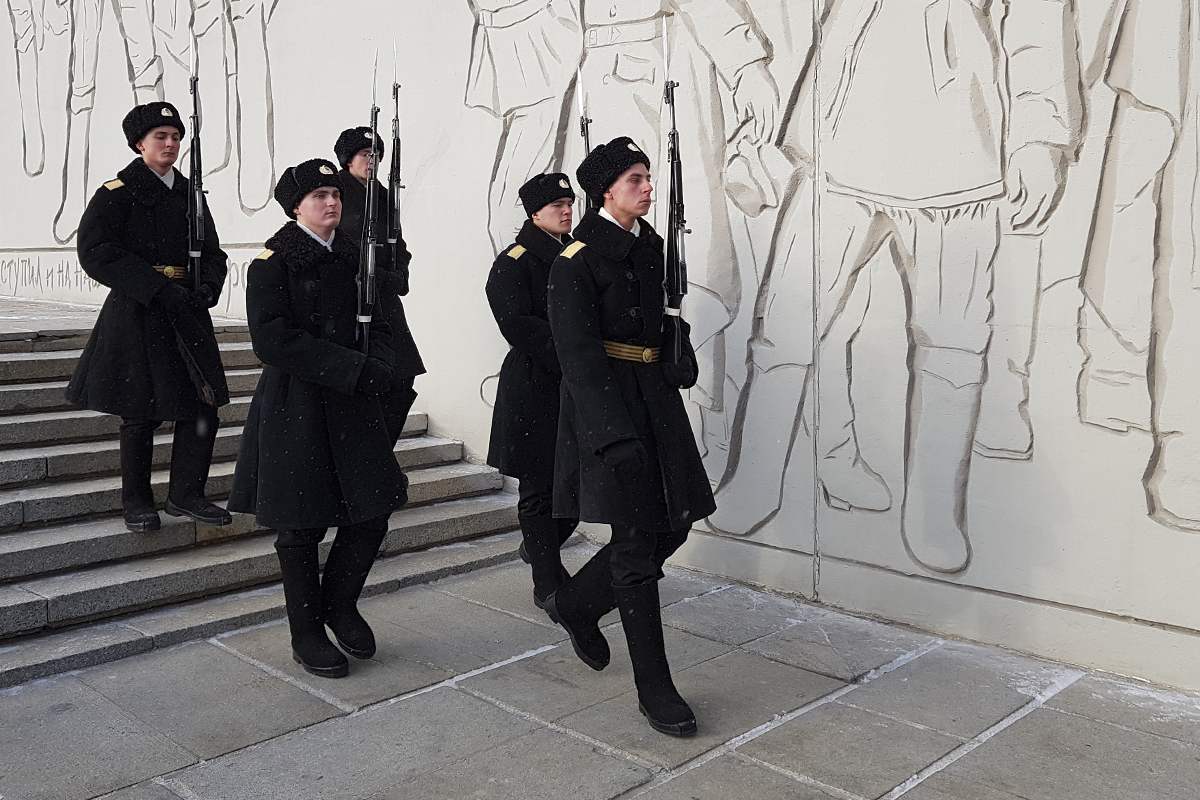
Рота почесної варти

Почесна варта з роти Почесної варти бригади щодня несе службу у головного пам'ятника Героям Сталінградської битви — Мамаєвому кургані, а також бере участь в супроводі перших осіб Росії у Волгограді, зустрічах і проводах глав іноземних держав і військових делегацій під час їх офіційних візитів, в покладанні вінків до монументів і меморіалів.
Щорічно на адресу командира мотострілецького з'єднання приходить близько 300 заявок на участь військовослужбовців елітного підрозділу в різних заходах не тільки у Волгоградській області, а й в інших регіонах ПВО.

## Побут
Бригада знаходиться під опікою Волгоградської єпархії РПЦ.

## Склад

### 1993
- 33-й мотострілецький полк, в/ч 86854;
- 242-й гвардійський мотострілецький полк, в/ч 20004;
- 255-й гвардійський мотострілецький полк, в/ч 34605;
- 182-й танковий полк (в/ч 21311);
- 944-й гвардійський самохідно-артилерійський полк (в/ч 21511);
- 68-й розвідувальний батальйон;

### 2016
- Управління[18]
- 1-й механізований батальйон;
- 2-й механізований батальйон;
- 3-й механізований батальйон;
- Стрілецька рота (снайперів);
- Танковий батальйон;
- 1-й гаубичний самохідно-артилерійський дивізіон;
- 2-й гаубичний самохідно-артилерійський дивізіон;
- Реактивний артилерійський дивізіон;
- Протитанковий артилерійський дивізіон;
- Зенітний ракетний дивізіон;
- Зенітний ракетно-артилерійський дивізіон;
- Розвідувальний батальйон;
- Інженерно-саперний батальйон;
- Батальйон управління (зв'язку);
- Ремонтно-відновлювальний батальйон;
- Батальйон матеріального забезпечення;
- Батарея управління та артилерійської розвідки (начальника артилерії);
- Рота БПЛА;
- Рота РХБЗ;
- Рота РЕБ;
- Комендантська рота;
- Медична рота;
- Взвод управління і радіолокаційної розвідки (начальника протиповітряної оборони);
- Взвод управління (начальника розвідувального відділення);
- Взвод інструкторів;
- Взвод тренажерів;
- Полігон;
- Оркестр.

### 2021
За даними Rondeli Russian Military Digest:[перевірити]
- 33-й мотострілецький полк (Камишин, Волгоградська область)
- 242-й гвардійський мотострілецький полк (Камишин, Волгоградська область)
- 255-й гвардійський мотострілецький полк (Волгоград)
- 944-й гвардійський самохідний артилерійський полк
- 358-й гвардійський зенітний ракетний полк
- 428-й окремий танковий батальйон (під Волгоградом)
- 487-й окремий протитанковий артилерійський дивізіон

## Озброєння
На озброєнні бригади знаходяться Т-90А, БМП-3, 2С19, 2С34, Торнадо-Г, Тор, Стріла-10, Тунгуска, Р-149БМР, Р-166-0,5, Р-145БМ, Р-145БМ1, Р-419МП, 1В198.

## Командири
- (2009—2012) генерал-майор Фомічов Борис Іюльєвич
- (2012—2016) генерал-майор Леготін Сергій Миколайович
- (2016—2017) полковник Попов Іван Іванович
- (2017—2019) полковник Мартинюк, Микола Миколайович[3]
- (з 2019) полковник Клименко Вадим Володимирович
- (?—07.2022) полковник Горобець Олексій Миколайович †

## Втрати
Відомі втрати дивізії: 
- 3 вбитий у Першій Чеченській війні;

В ході повномасштабного вторгнення в Україну тільки в період з 24 лютого по початок квітня 2022 року 255-й мотострілецький полк втратив 15 військових загиблими та 91 пораненими.

## Галерея

20-та мотострілецька бригада форсує річку Дон в рамках навчань 23 квітня 2019 року
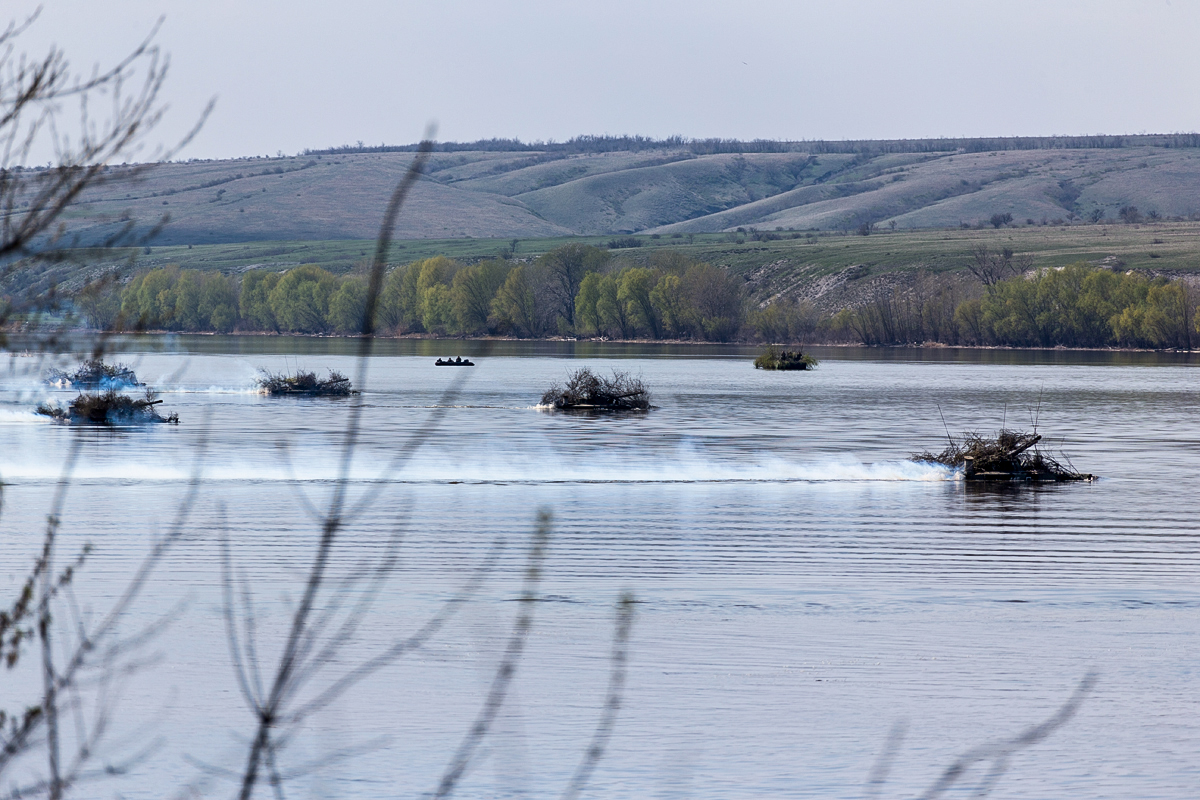
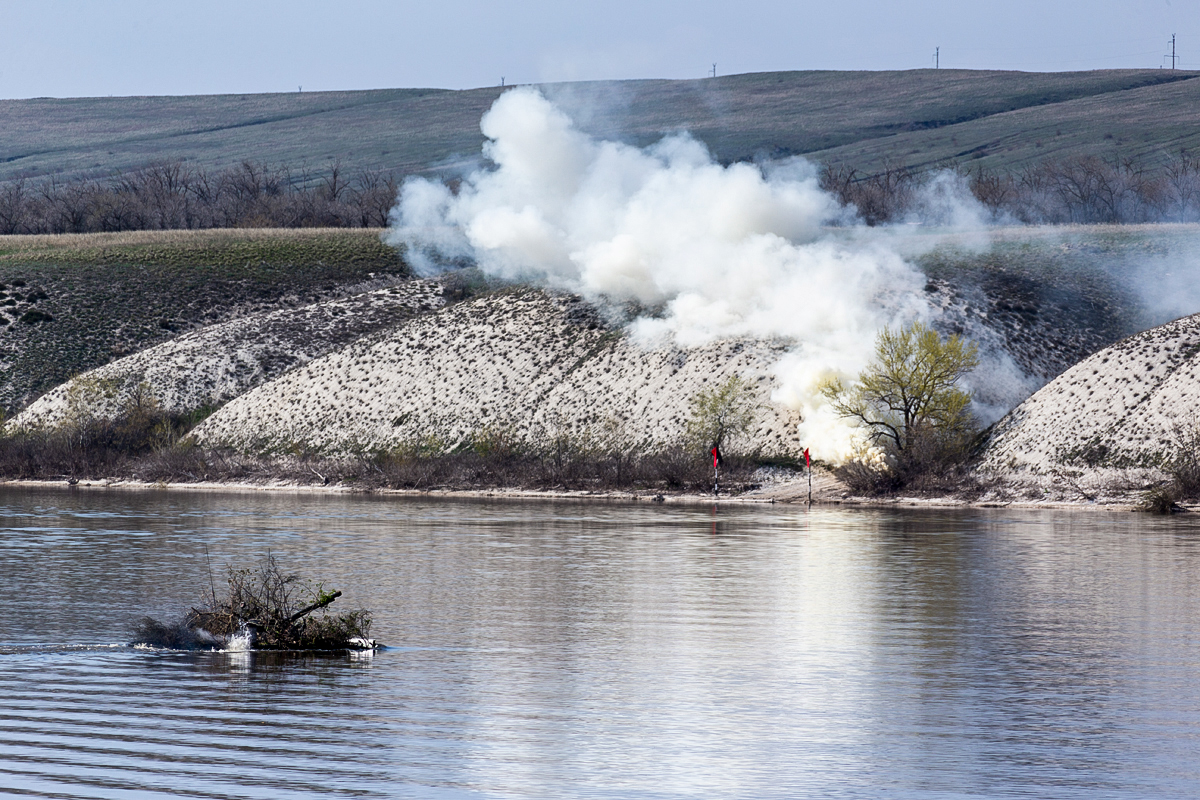
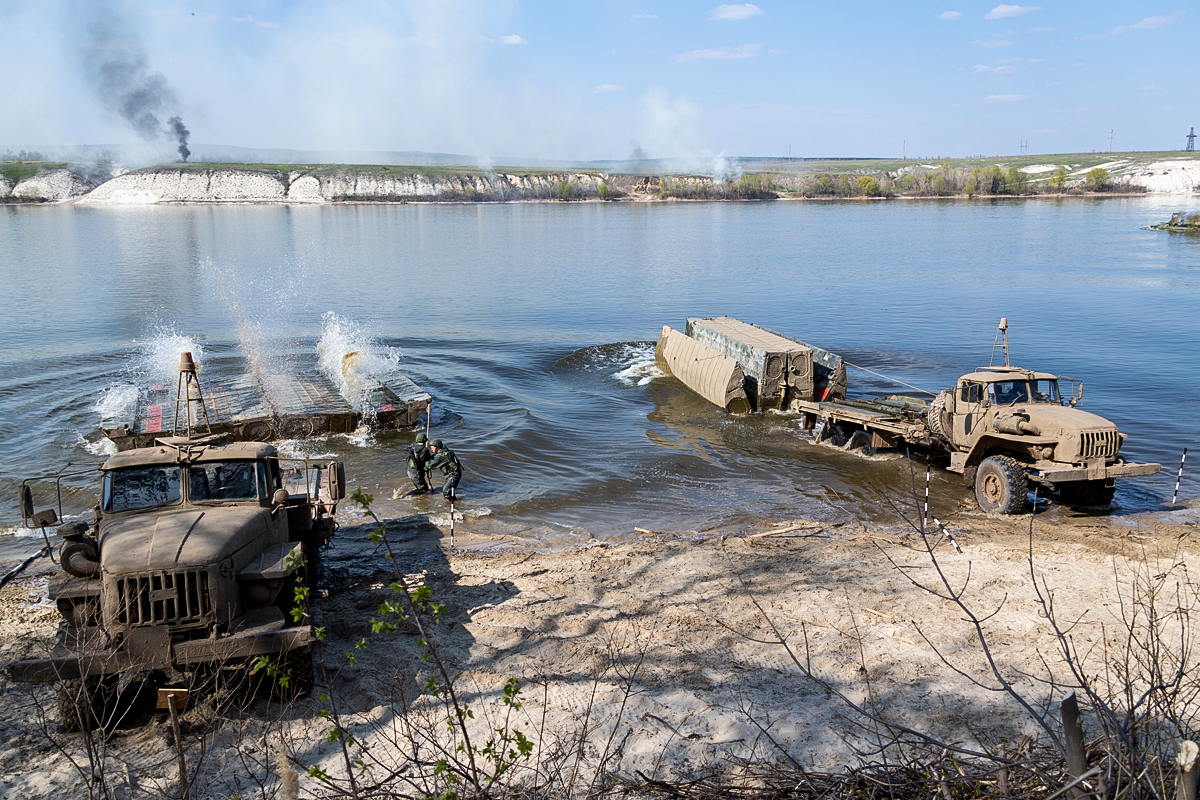
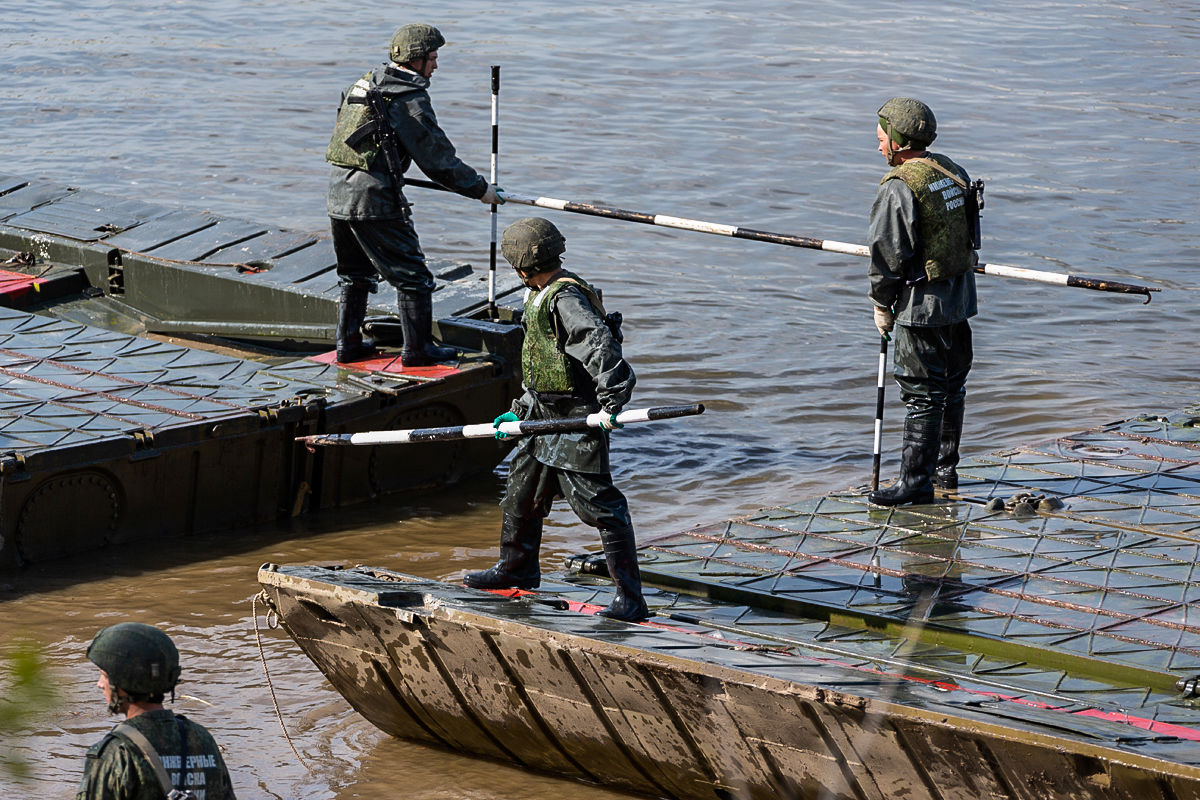
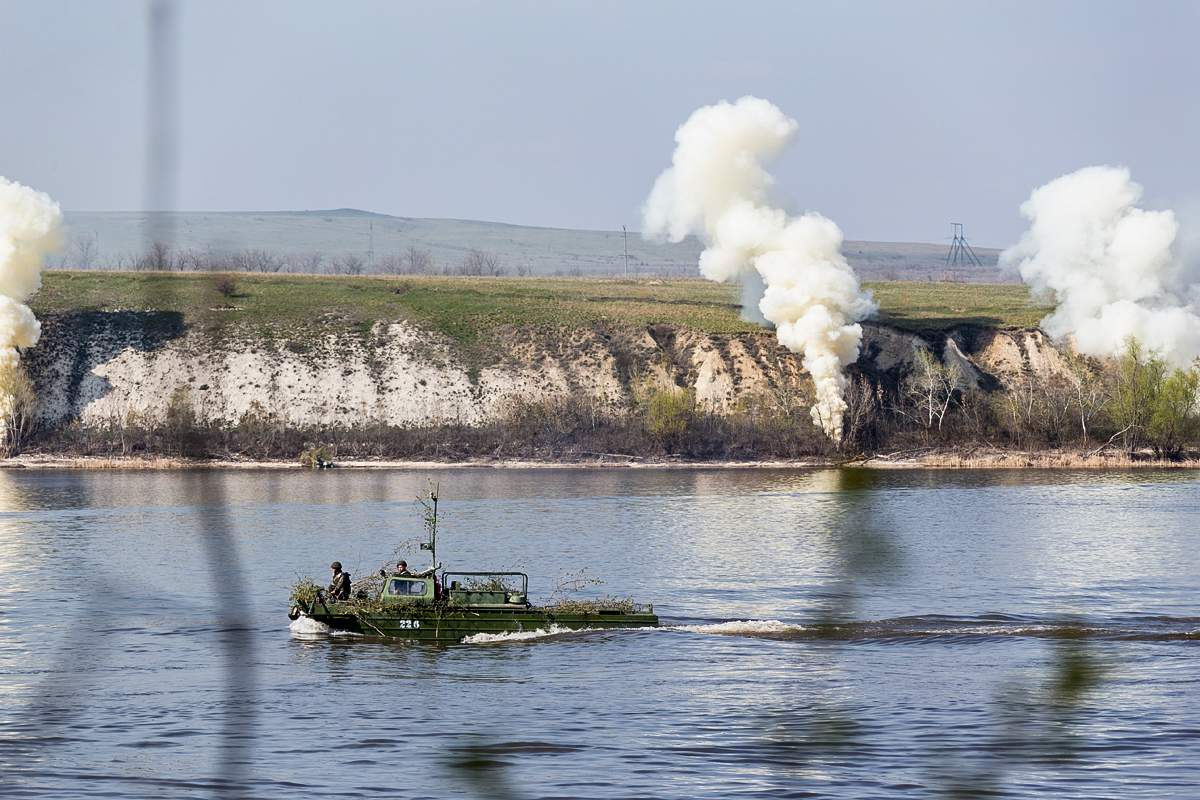
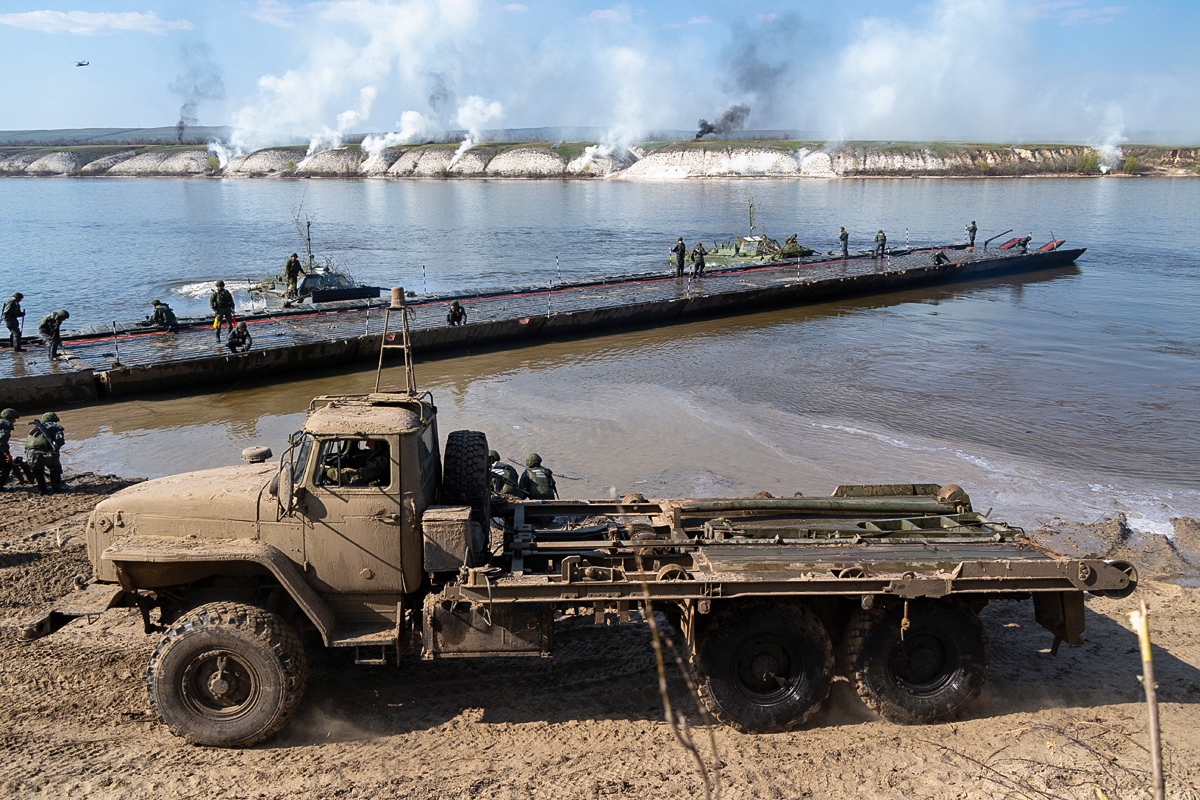
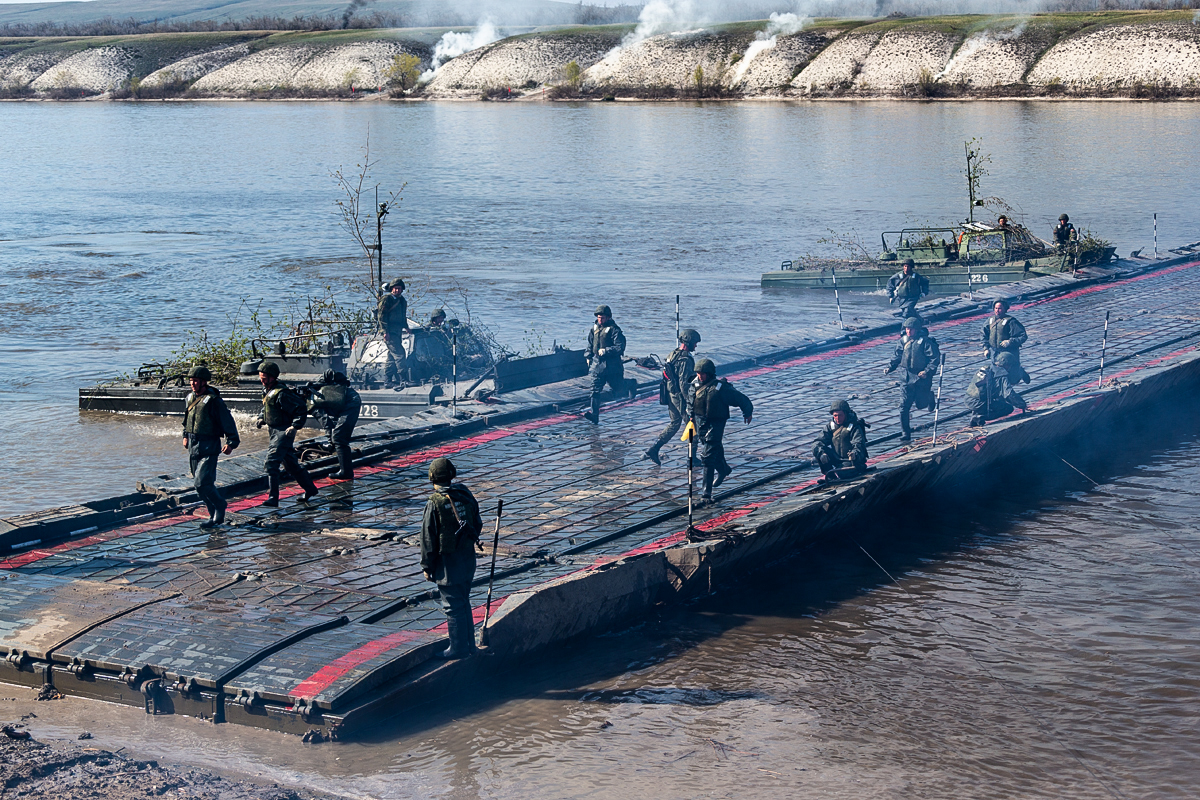
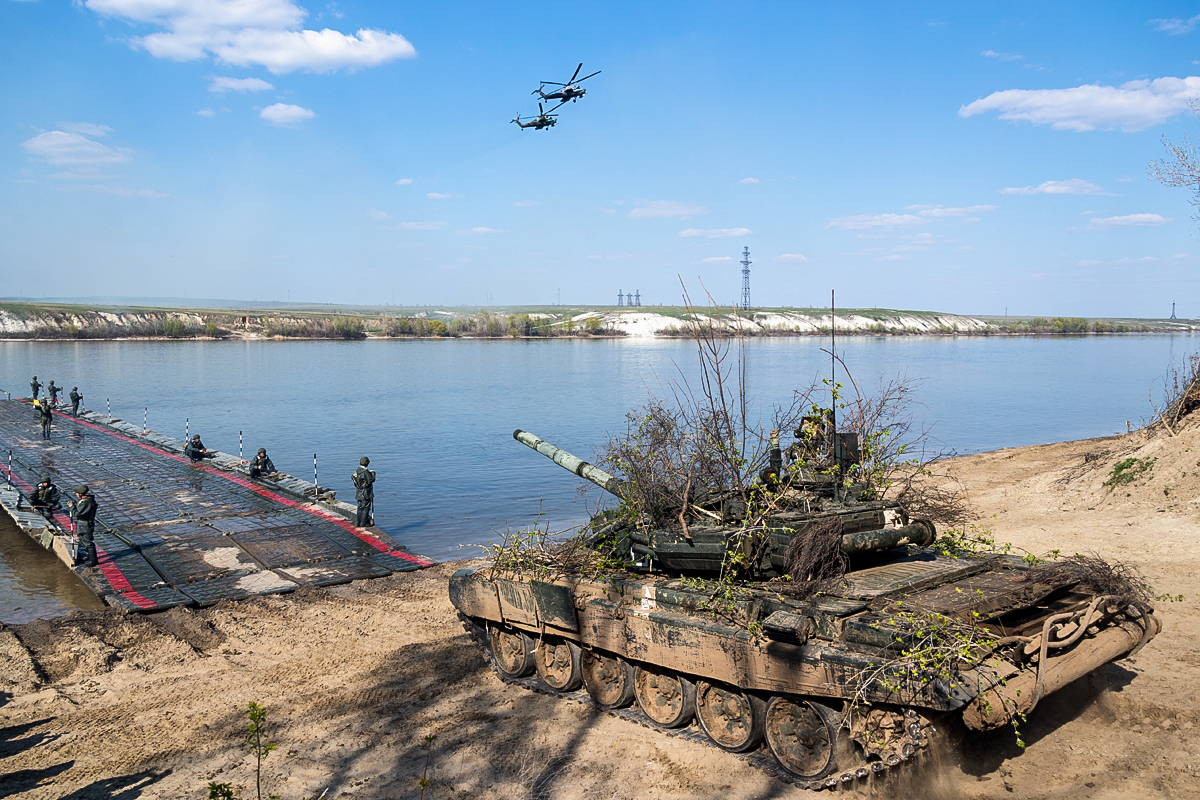
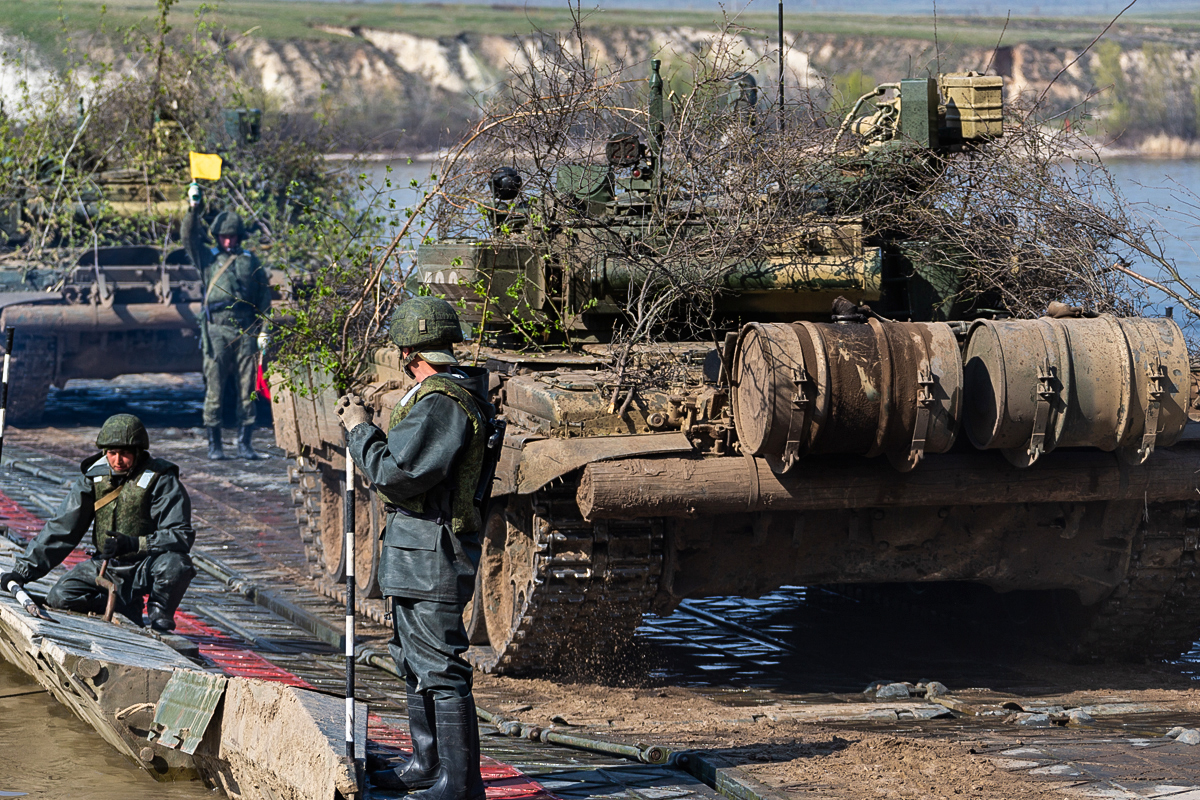
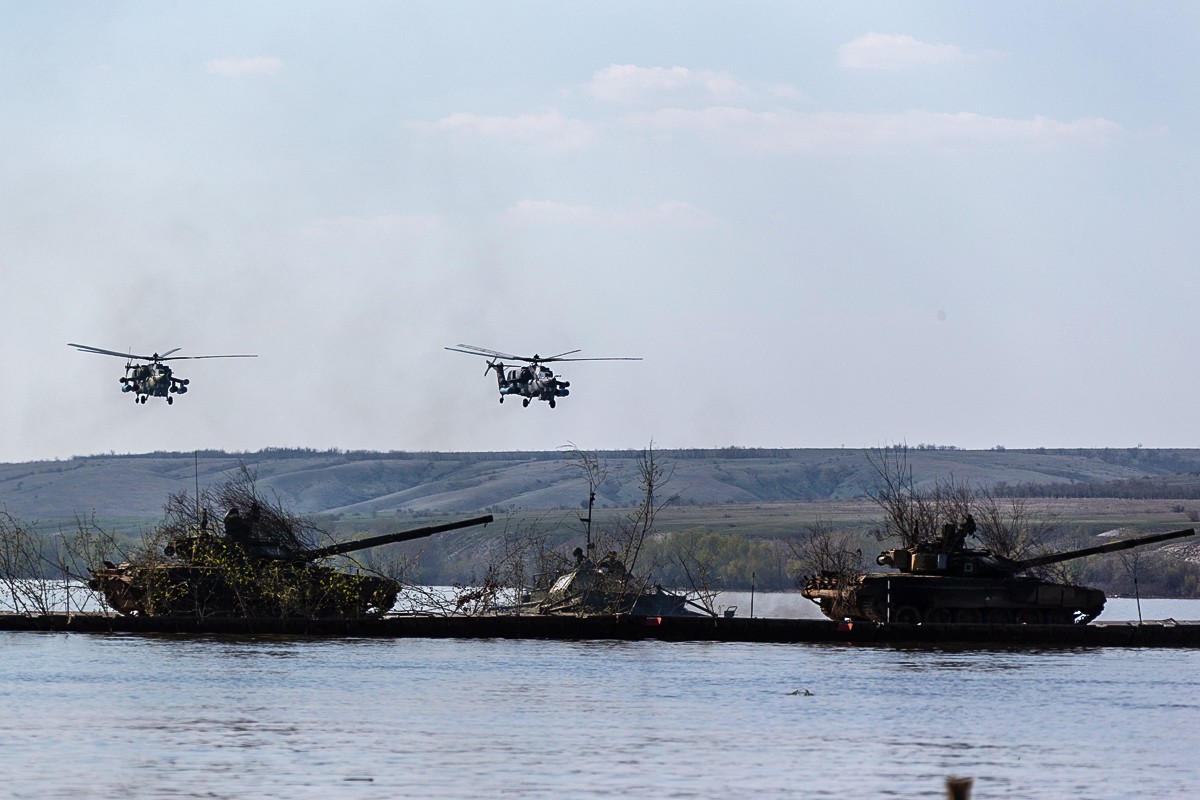
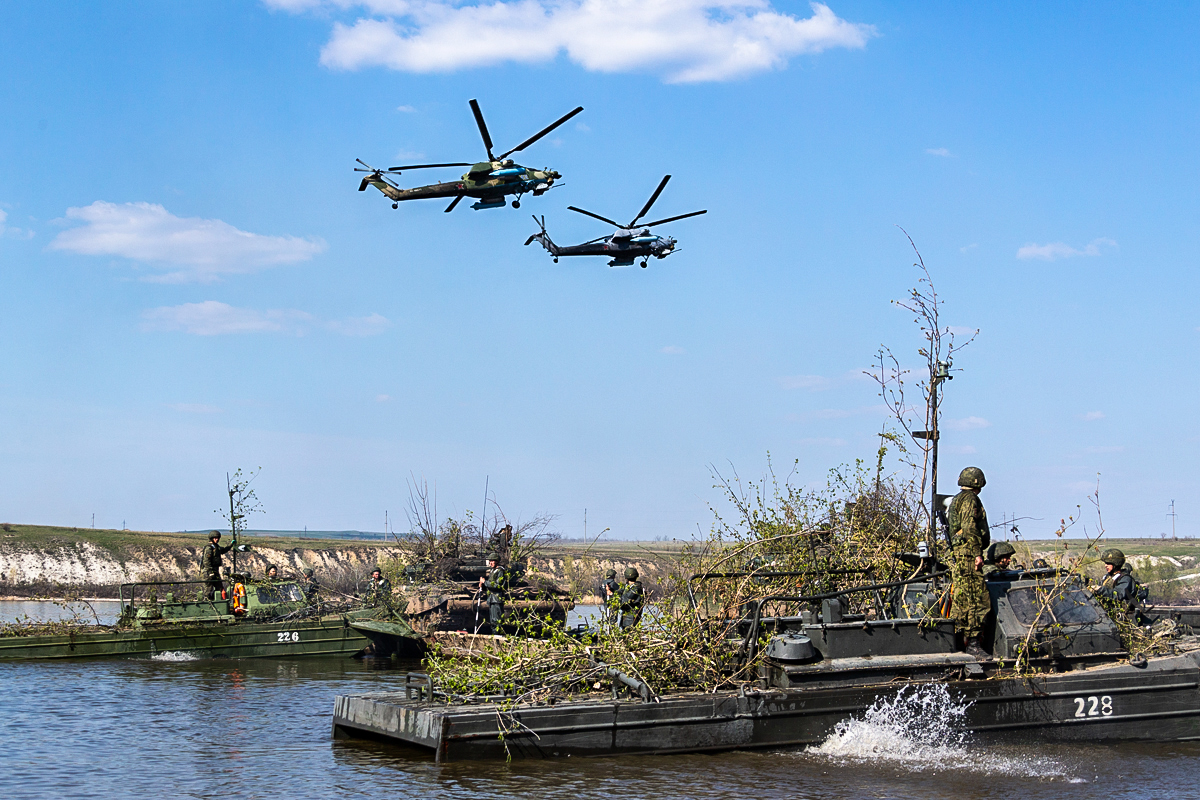
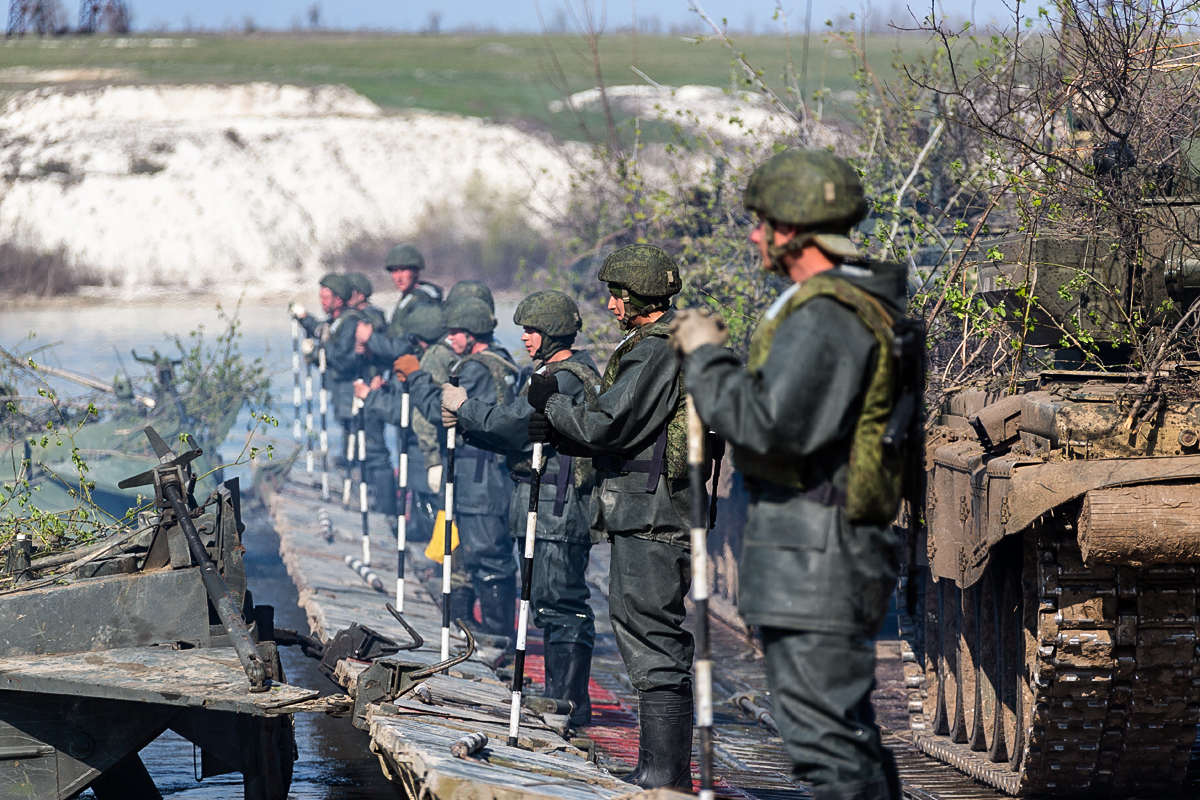
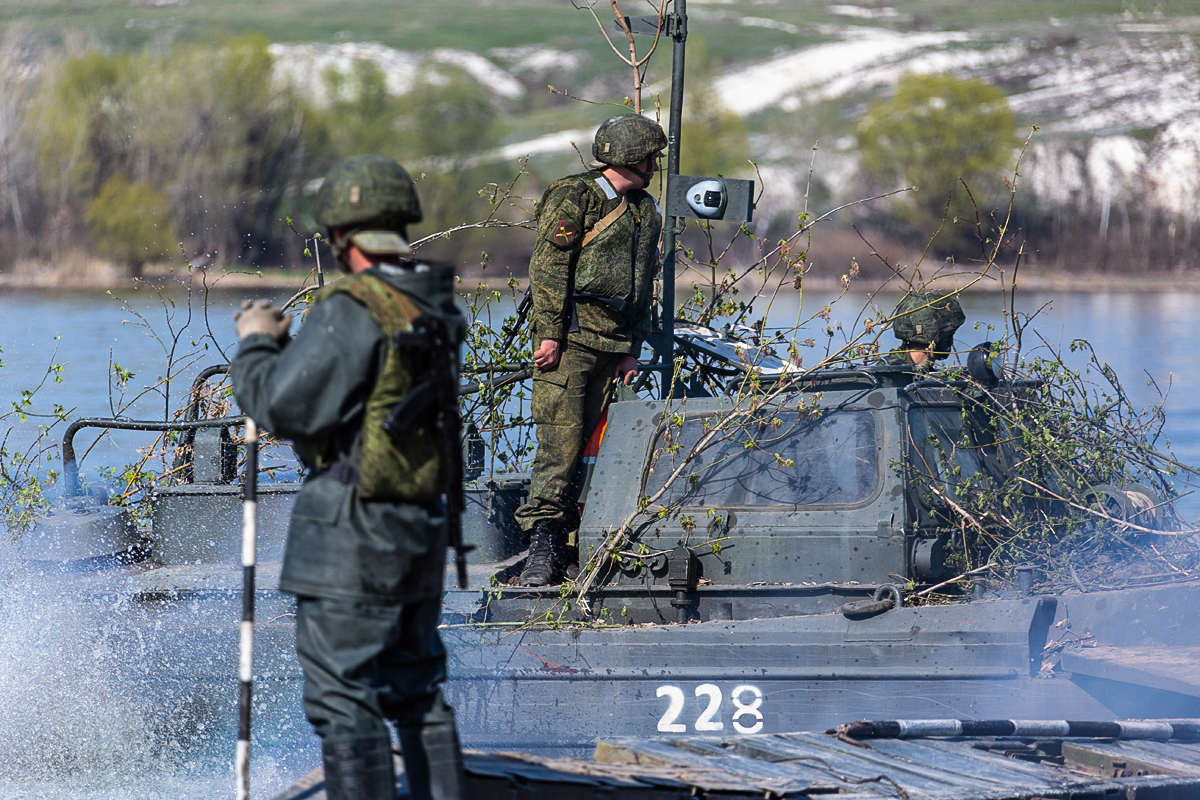
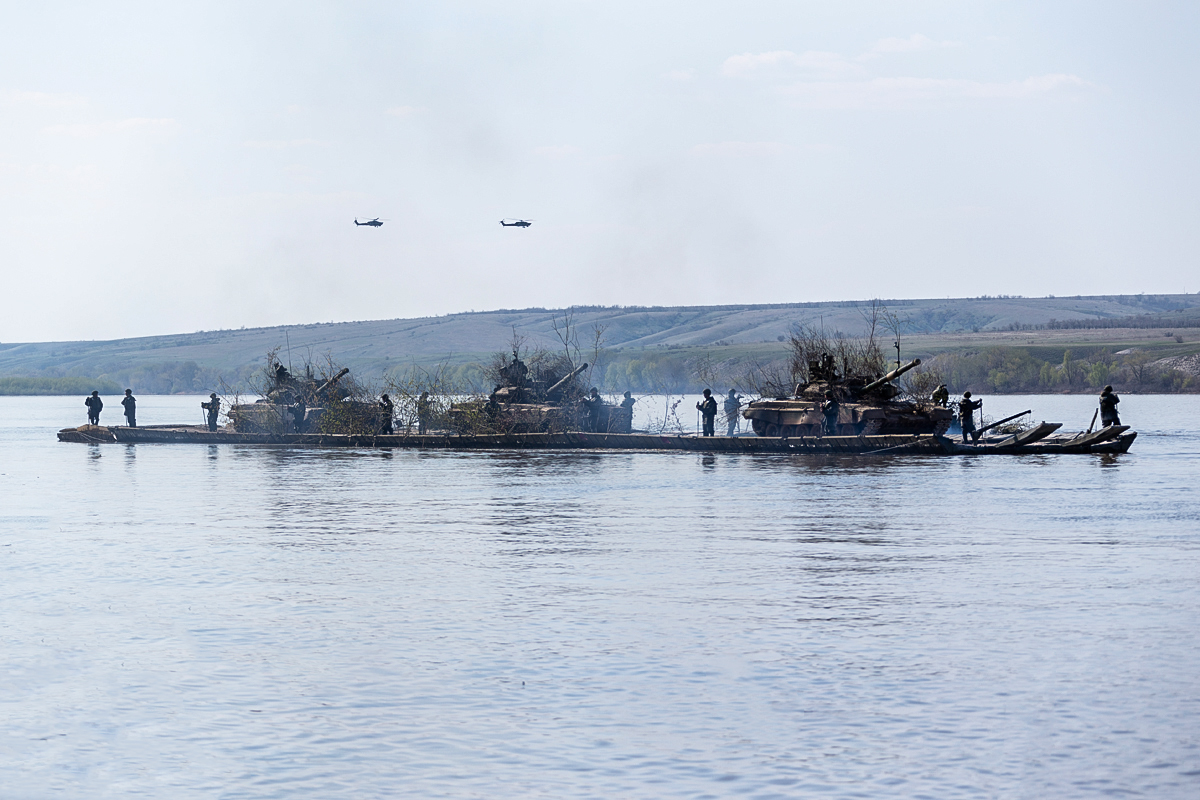
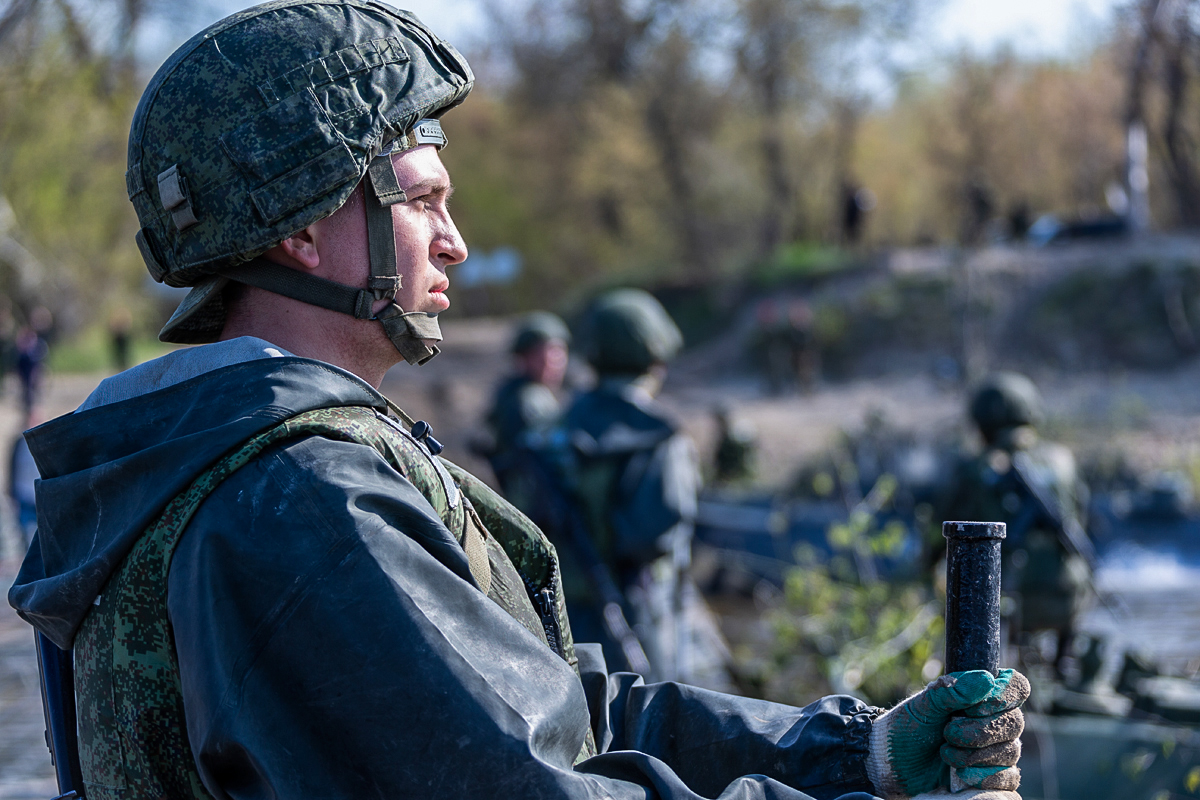
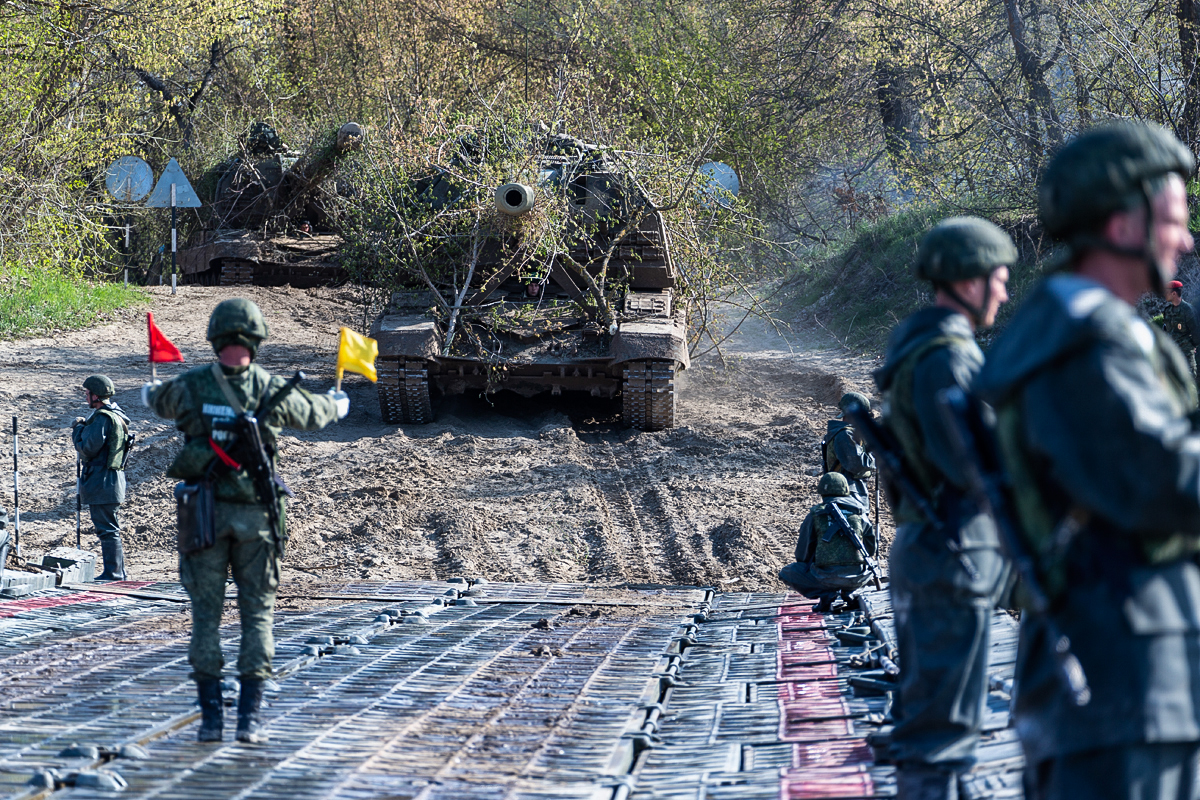
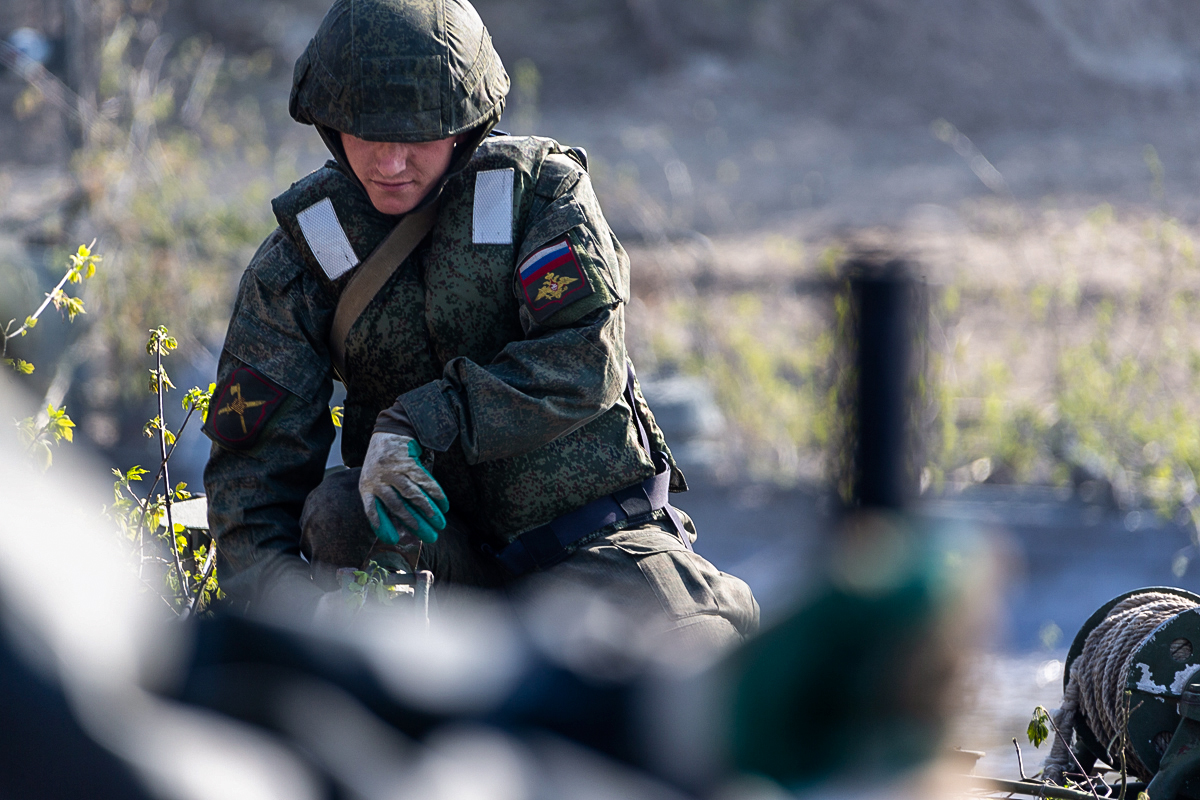
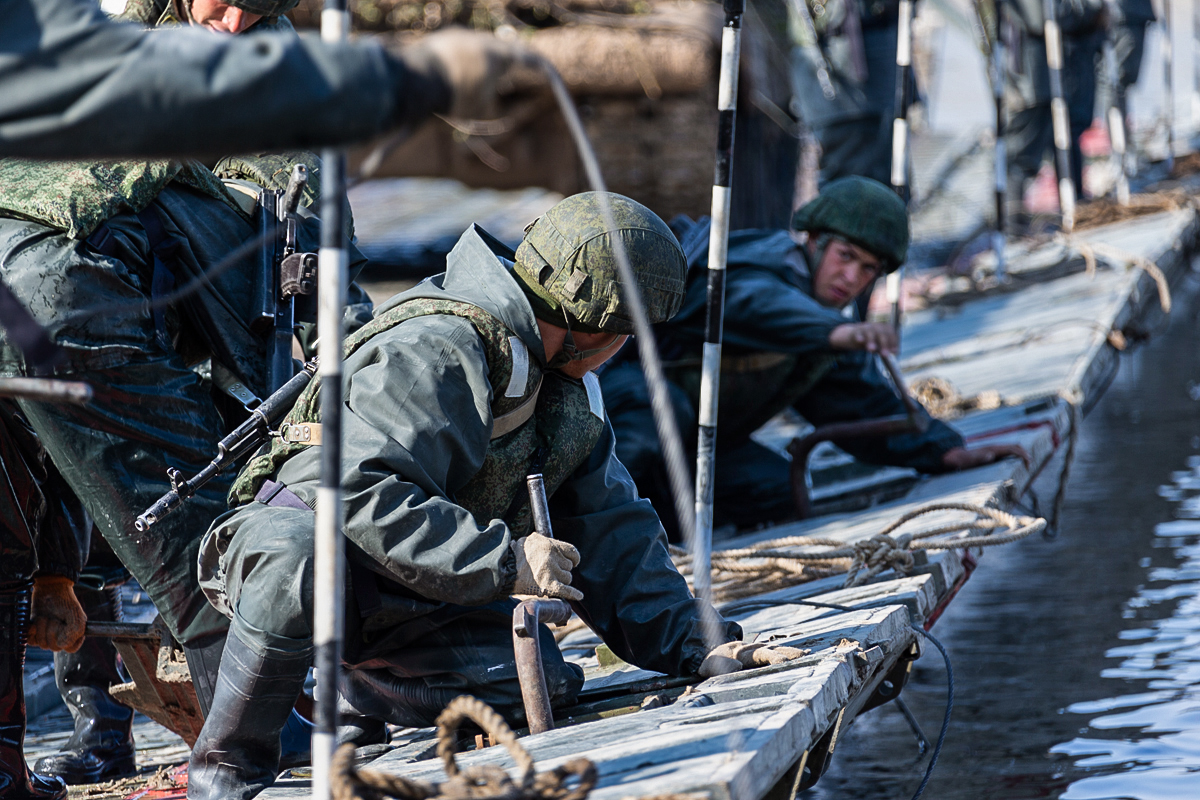
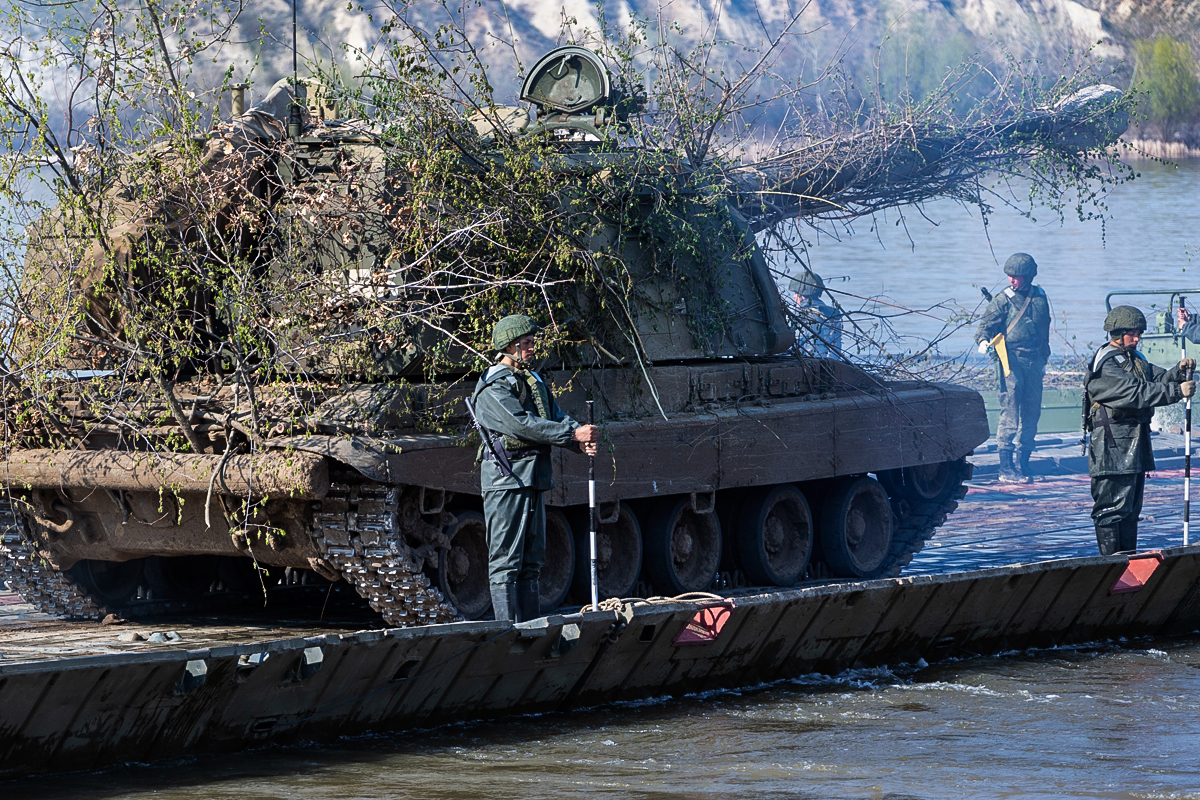
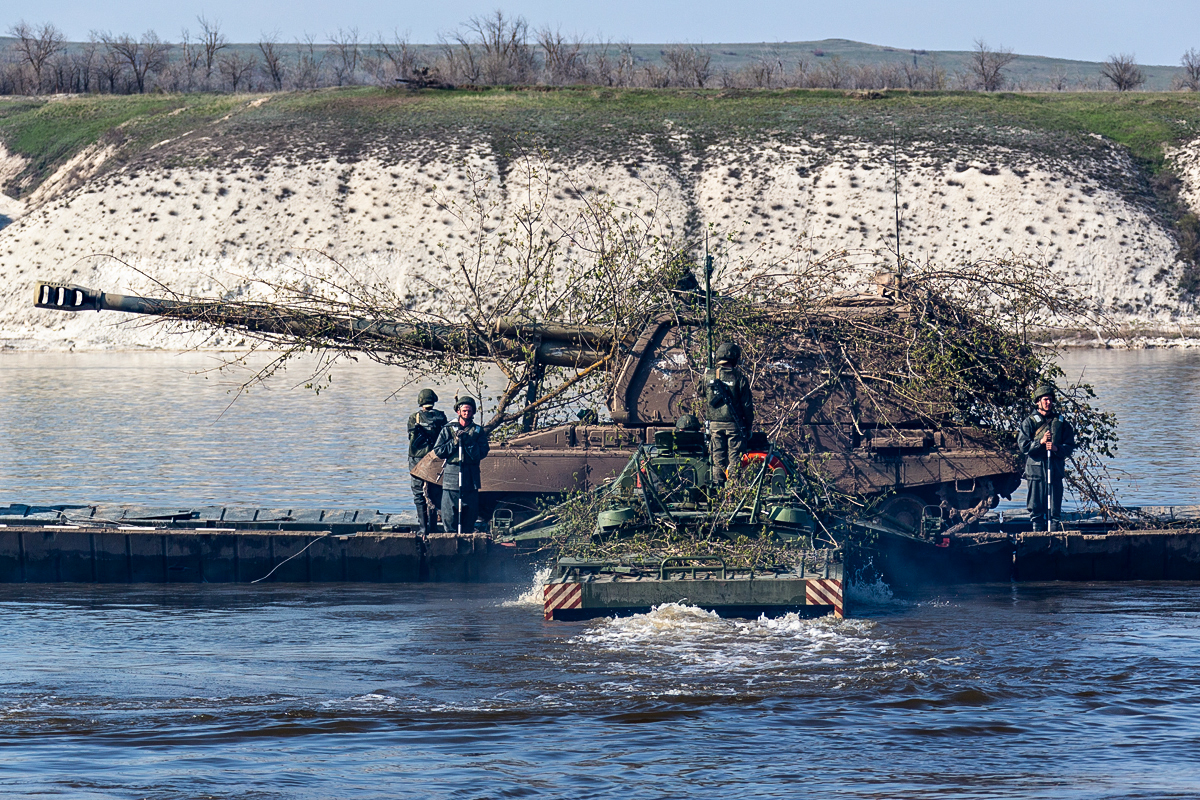
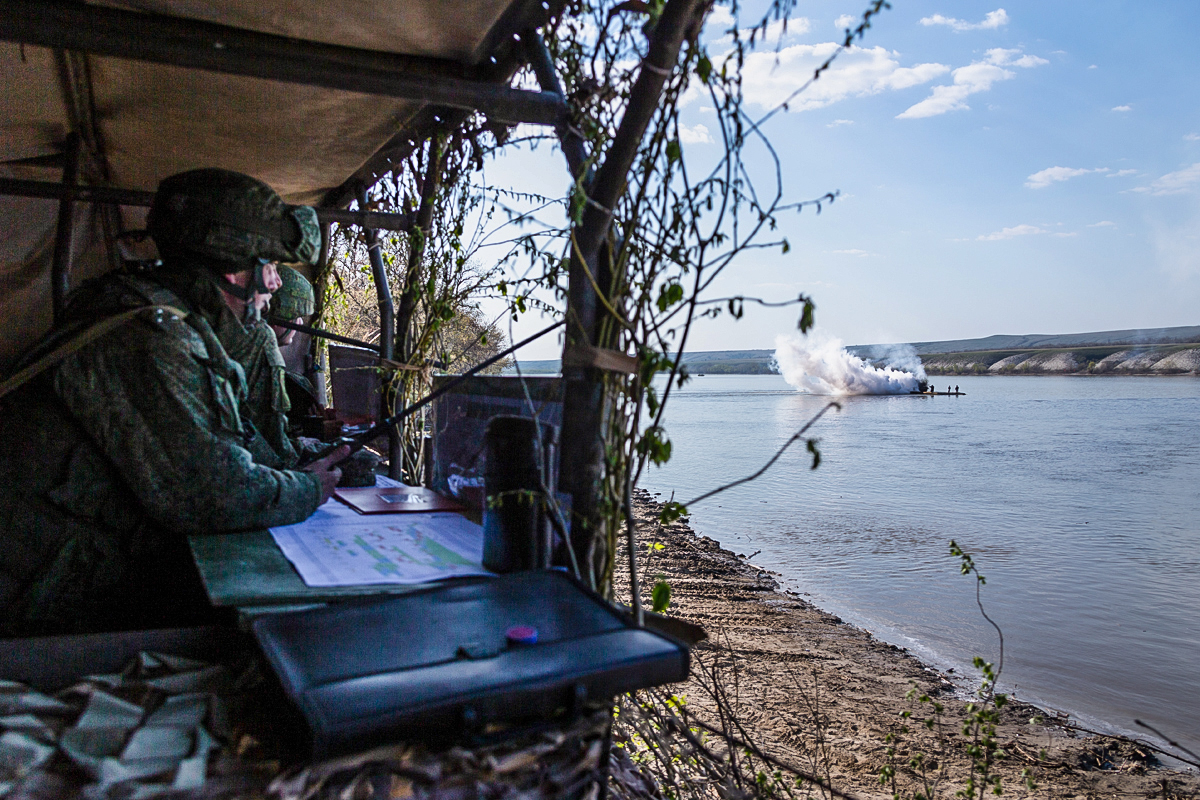